# PowerBook
A PowerBook hordozható számítógépeket az Apple fejlesztette, gyártotta és forgalmazta 1991. október 21. és 2006. áprilisa között. A PowerBook előtt egyetlen hordozható számítógépet gyártott az Apple, a Macintosh Portable-t – amelyet a közmegegyezés besorol a PowerBookok közé. A PowerBookot az iBook (1999. július), a MacBook Pro (2006. február) és a MacBook (2006. május) váltotta, a MacBook Airt csak 2008. januárjában mutatták be.
A PowerBook számítógépek három processzor-családra épültek. Az első időszakban PowerBookba a Motorola 68000, 68030, 68040 és 68LC040 processzorok kerültek. Ezt követte a Motorola-IBM-Apple közös fejlesztésű G3 (...) CPU-ja, és végül ugyanennek az együttműködésnek az Apple világban G4 jelzésű processzorára épült PowerBookok. A G4-ről az Apple Intel alapokra váltott a MacBook gépeknél.
A PowerBook gépek csoportosítása nem hivatalos, de általánosan elfogadott. Ugyanakkor nincs teljes egyetértés, példa erre a PowerBook 1400, amelyből az Apple hat változatot különböztet meg (PowerBook 1400cs/117, 1400c/117, 1400cs/133, 1400c/133, 1400c/166 és 1400cs/166), ám ezek egy alaptípus egyre gyorsabb változatai két különböző kijelzővel. Ezért a PowerBook gépek száma egzaktan nem határozható meg.

## Motorola processzoros PowerBook számítógépek
A Motorla processzoros korszak első PowerBook sorozata a 100-as jelzésű volt (100, 140, 170, 145, 160, 180, 165, 145B, 165c, 180c, 150, 190, 190cs). Ezt követte a PowerBook Duo sorozat, amely subnotebook volt, a normál notebook méretnél kisebb hordozható gép (210, 230, 250, 270c, 280, 280c, 2300c) A Duo után az Apple visszatért a megszokott notebook mérethez, ez volt az 500-sorozat (520, 520c, 540, 540c, 550c, 500 with PowerPC). A 5300, 1400, 3400c és 2400c mind több gépet jelent, lásd a fenti 1400-asra vonatkozó példát.

### PowerBook 100-as sorozat

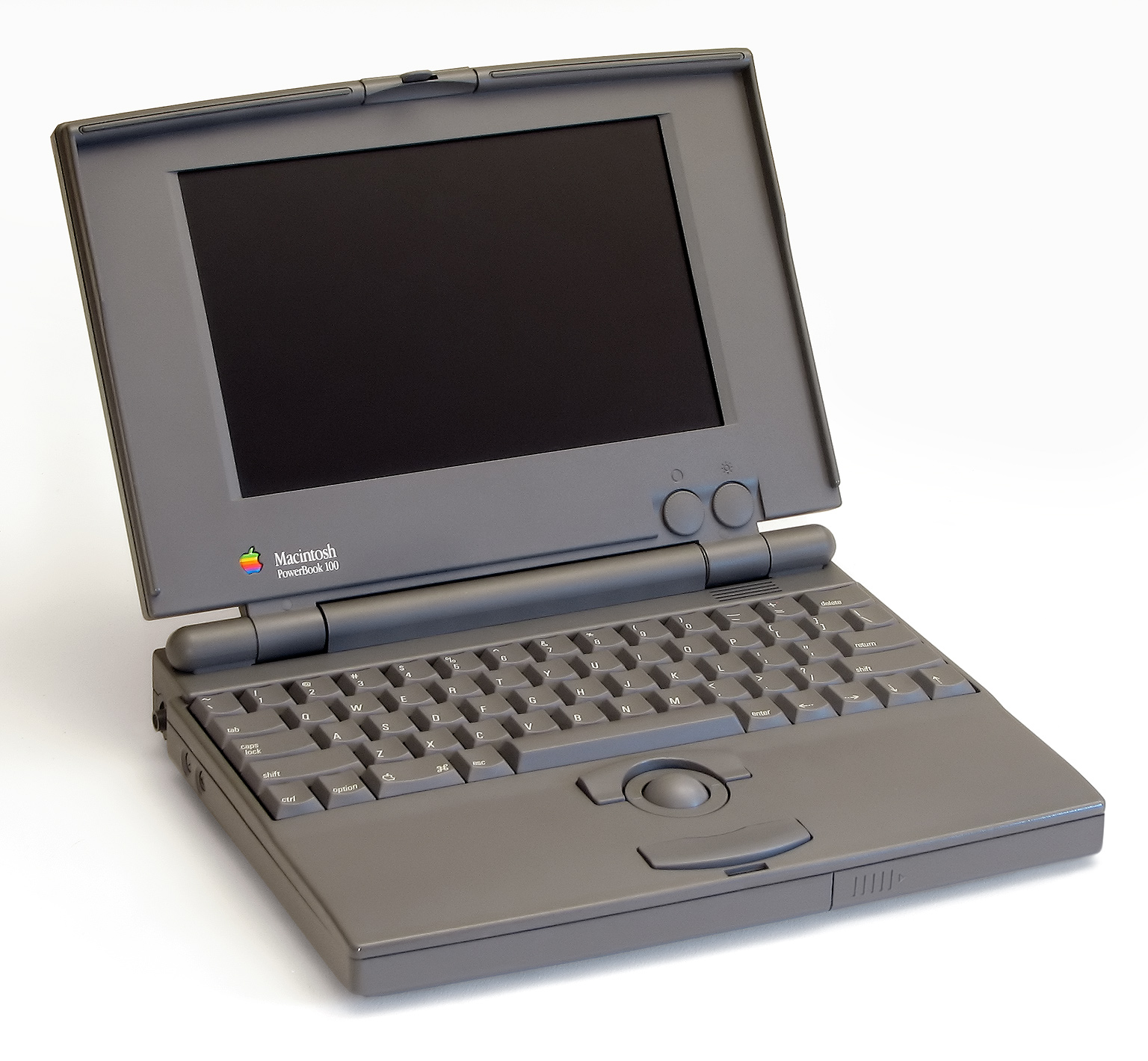
PowerBook 100

1991 októberében mutatta be az Apple az első három PowerBookot: az belépő szintet jelentő PowerBook 100-t, a nagyobb teljesítményű PowerBook 140-et és a csúcskategóriás PowerBook 170-et, ez utóbbi aktív mátrix kijelzővel rendelkezett. A gépek nagy feltűnést keltettek az iparban kompakt, sötétszürke házukkal, a beépített hanyattegérrel és a billentyűzet innovatív elhelyezésével, amely a hanyattegér mindkét oldalán helyet hagyott a tenyértámasznak. A kor hordozható számítógépein a billentyűzetet a gyártók a felhasználó oldalára, közvetlenül a gép szélére helyezték, így gépeléskor a felhasználó csuklója vagy a levegőben volt bizonytalanságot okozva, vagy a hordozható gépet tartón nyugodott fárasztó kézállást okozva. A Microsoft Windows kezdeti napjaiban sok notebookhoz csak olyan hanyattegér volt, amelyet a gép billentyűzetével egy magasságban lehetett a gép házához rögzíteni, de nem volt a fizikailag egy a géppel. Ahogy a DOS használata átadta a helyét a grafikus felhasználói felületnek, a PowerBook elrendezése lett az az elrendezés, amelyet minden jövőbeni notebook követett. A PowerBookok bemutatásakor a hordozható számítógépek jellemzően nem rendelkeztek grafikus felhasználói felülettel – a Microsoft Windows épp elterjedőben volt. A PowerBookok első sorozata rendkívül sikeres volt, a laptop piacon értékesített tíz gépből négy PowerBook volt.
Amikor az Apple-t megpróbálta növelni a feldolgozási teljesítményt, hátráltatta a Motorola 68040 túlmelegedési problémái, ennek következményeként a 100-as sorozat megragadt az öregedő Motorola 68030-nál, amely nem tudta felvenni a versenyt az 1994-ben bemutatott újabb generációs Intel 80486 alapú PC-laptopokkal. Több éven át jelentek meg az új PowerBook és PowerBook Duo számítógépek, amelyek fokozatos fejlesztéseket tartalmaztak, beleértve a színes kijelzőt is, de az évtized közepére a legtöbb más vállalat lemásolta a PowerBook funkcióinak többségét. Az Apple 1994-ig, a PowerBook 500-sorozatig nem tudott 68040-el felszerelt PowerBookot szállítani.
Az eredeti PowerBook 100-at, 140-et és 170-et a 145-ös (1993-ban 145B-re frissítve), 1992-ben a 160-as és 180-as váltotta fel. A 160-as és 180-as videokimenettel rendelkezett, amely lehetővé tette külső monitor meghajtását. A PowerBook 180-at a korabeli kiváló aktívmátrixos szürkeárnyalatos kijelző népszerűvé tette a Mac gépek körében. 1993-ban a 165c volt az első színes képernyős PowerBook, amelyet később a 180c követett. 1994-ben a 100-as sorozat utolsó igazi tagja a PowerBook 150 volt, amely az értéktudatos fogyasztókat és a diákokat célozta meg. Az 1995-ben kiadott PowerBook 190 semmiben sem hasonlít a PowerBook 100 sorozat többi részéhez, és valójában egyszerűen a PowerBook 5300 Motorola 68LC040 alapú változata volt, és az utolsó olyan Macintosh, amely Motorola 68k család processzorát használta. A 190-hez hasonlóan azonban a 150-es is az 5300 IDE-alapú logikai kártya architektúrát használta. A 100-as 68000-es processzortól a 190-es évek 68LC040-es processzoráig a 100-as sorozatú PowerBookok a teljes Apple 68K sorozatot lefedik, a 190-es pedig akár PowerPC processzorrá is bővíthető.

### PowerBook Duo

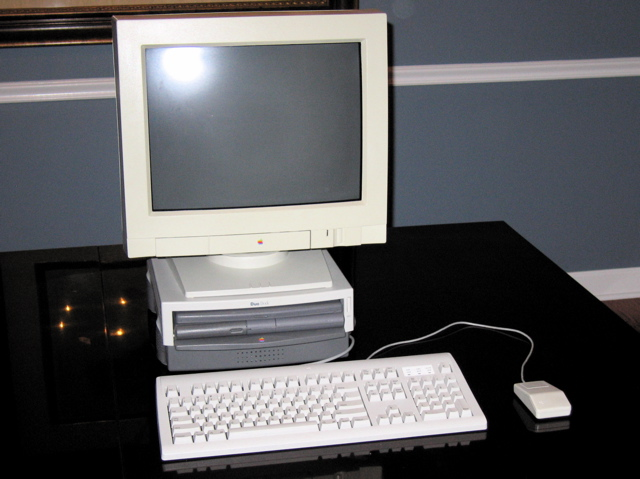
Teljesen a Duo Dock II-be tolt PowerBook Duo külső CRT-kijelzővel, billentyűzettel és egérrel

1992-ben az Apple bemutatta PowerBook Duo-t, amely a PB100-asban bemutatott subnotebook képességek fejlesztésének eredménye volt. A Duo az Apple gyártotta kiegészítővel, a Dockkal asztali gép tudásszintjét érte el, a Dockban valósítottak meg, vagy a Dock tette elérhetővé azokat a szükséges hardverelemek elérését, amelyek a subnotebook méret okán az PowerBookból kiszorultak. Ilyen volt a külső tárhely, a csatlakozási felületek vagy a külső monitor használatához szükséges hardver.

### PowerBook 500-as sorozat

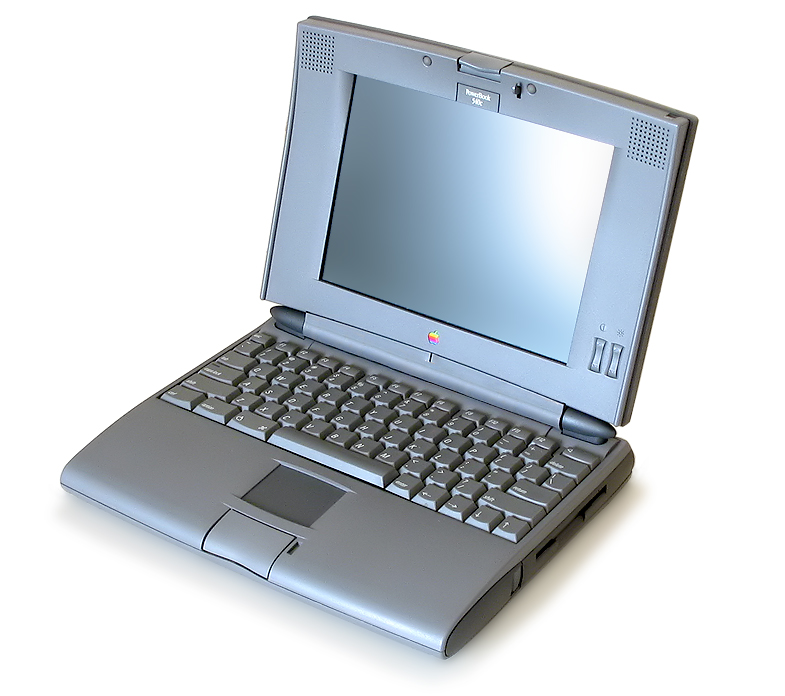
PowerBook 540c

1994-ben mutatkozott be a Motorola 68LC040 alapú PowerBook 500 sorozat. Ezek a PowerBook-modellek sokkal karcsúbbak és gyorsabbak voltak, mint a 100-as sorozat tagjai. Az 500-as sorozat DSTN (PB520) vagy aktív mátrix LCD kijelzőt (PB540 és PB550), sztereó hangszórókat tartalmazott, és ez volt az első olyan számítógép, amely trackpadet használt, ez volt az első hordozható számítógép, amely beépített Ethernet hálózati csatlakozást kínált. A PowerBook 500 sorozatot a PowerBook 5300 váltotta. Az 500-as sorozat volt az első PowerBook, amely PCMCIA bővítőhelyet tartalmazott, bár ez egy opcionális funkció volt, amely megkövetelte, hogy a felhasználó feláldozza a két rendelkezésre álló akkumulátorhely egyikét a készülék elhelyezéséhez.
A PowerBook 500-as sorozat akkor jelent meg, amikor az Apple már a PowerPC processzoros asztali gépeket gyártott és forgalmazott, így a PowerBook vásárlóknak folyamatosan a jövőbeli frissítés lehetőségét ígérték. Az ígéret 1995-ben vált valóra, az Apple processzor bővítő kártya – ezt az eredeti processzor foglalatába, annak kivétele után, kellett beilleszteni – 100 MHz-es PowerPC 603e processzort és 8 MB RAM-ot tartalmazott. Ez jelentős gyorsulást hozott a korábbi 25 33 MHz-es 68040-es processzorhoz és 4 MB RAM-hoz. Bár a Newer Technology cég 117, később 167, majd végül 183 MHz-es 603e bővítést kínált – RAM-mal vagy anélkül –, ezek az alaplap kialakítása miatt nem nyújtották azt a gyorsulást, ami a processzor órajel alapján várható volt.
Az PowerBook 500-as sorozatot a PowerPC-alapú PowerBook 5300 váltotta fel.

### PowerBook 5300, 2400, 3400 és 1400

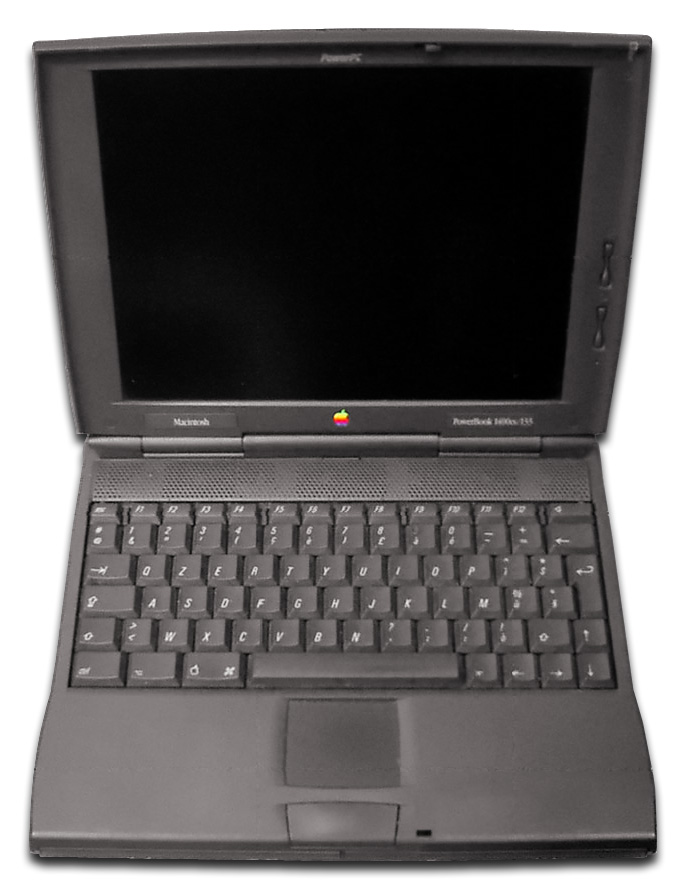
A 133 MHz-es PowerBook 1400cs

Az első, nagyon várt PowerPC alapú PowerBook az 5300-as volt, amely egy napon jelent meg a szintén PowerPC alapú PowerBook Duo 2300c-vel. A PB5300 800x600 pixeles TFT kijelzőt és 32 MB  RAM-ot kapott, használat közben cserélhető meghajtórekeszt kínált. Mindezekkel a funkciókkal az 5300ce akkoriban messze megelőzte a többi laptop modellt. A megbízhatósággal, stabilitással és biztonsággal kapcsolatos több probléma – kiemelten: a lítium-ion akkumulátorok több gép kigyulladását okozták, ezért nikkel-fémhidrid akkumulátorokra kellett visszaváltani – miatt nagyon rossz fogadtatása volt a gépnek. Miután az Apple kiterjesztett javítási programot kínált, a sorozat rendkívül vonzó géppé változott, de soha nem veszítette el rossz hírnevét. Az 1990-es évek közepén az 5300-as sorozat rossz reklámozása tovább növelte az Apple gondjait.
Az Apple 1996-ban és 1997-ben három új PowerBook bevezetésével kilábalt az 5300 összeomlásából: a PowerBook 1400-at általános célú PowerBookként ajánlotta, a karcsú PowerBook 2400-t a PowerBook Duo helyettesítésére szolgáló notebooknak szántak és a PowerBook 3400 volt a luxusmodell. A PowerBook 1400 és 3400 voltak az első olyan PowerBookok, amelyek belső CD-meghajtót tartalmaztak. 1997 végén a PowerBook 3400 alapján készült el az első PowerBook G3. A PB3400 volt az utolsó PowerBook modell, amely igazi, egy centiméter magas billentyűket használt.

## PowerPC-s PowerBook számítógépek

### G3 processzoros PowerBook számítógépek
A PowerBook G3-t az Apple 1997. november és 2001. január forgalmazta a gépekbe PowerPC 740/750 (G3) processzor került. Az Apple öt PowerBook G3 gépet különböztet meg, de mindegyik gépnek több változata – eltérő processzor sebesség, memória és háttértár méret – létezett.
A Kanga néven ismert első PowerBook G3 gép 1997 végén jelent meg. Az új PowerBook a PowerBook 500-as sorozat alapján tervezték, a külalakja is hasonlatos, mutatós ívek és koromfekete műanyag ház jellemezte. A G3 iMac-el nagyjából egy időben debütáló „WallStreet/Mainstreet” sorozat különböző jellemzőkkel rendelkező modellekből állt, a processzor sebessége 233, de 300 MHz is lehetett, a gép elérhető volt12, 13 vagy 14 hüvelykes kijelzővel. Mindegyik gép kettős meghajtórekeszt tartalmazott, amelyekbe hajlékonylemez-meghajtó, CD-ROM/DVD-ROM  meghajtó, merevlemezek vagy akár extra akkumulátorok is helyet kaptak. A második PowerBook G3 Series kódnevű, PDQ-t 1998-ban mutatták be. A legfontosabb eltérés elődjéhez képest az, hogy az L2 gyorsítótár beépítése – még a legkisebb 233 MHz-es modellbe is – jelentősen hozzájárult az általános teljesítmény-növekedéshez.
A két későbbi G3 PowerBook modell külső megjelenése elődeihez hasonló megjelenésűek voltak – hajlított, fekete műanyag ház, fekete gumírozott részekkel – de vékonyabbak, könnyebbek és átdolgozott belső rendszerekkel jelentek meg. A Lombard 1999-ben jelent meg hosszabb akkumulátor-üzemidővel, beépített USB és SCSI-val, 233 vagy 233 MHz-es sebességgel. Az utolsó PowerBook a 2000-ben bemutatott Pismo volt, amely az egyetlen SCSI portot két FireWire portra cserélte – érdekesség, hogy az Apple a gép nevéből – PowerBook FireWire – kihagyta a G3-t. A Pismo-val vált elérhetővé a wifi, az AirPort 802.11b összeköttetést kínált, amelyet először a szintén hordozható (Apple) iBookban kínált az Apple.
A PowerBook G3 gépek jellemzője, hogy a processzoruk kivehető volt, helyére processzor–bővítő kártyát lehetett behelyezni. A bővítőkártyán gyorsabb, nagyobb teljesítményű processzor, gyorsítótár és sok esetben memória is volt. Az eredeti processzort a bővítő kártya megfelelő foglalatába kellett visszahelyezni a helyes működéshez. Ez a processzor-bővítő kártya nem azonos a Macintosh Processor Upgrade Card-dal, amely a Motorola processzorról PowerPC-re váltáskor kínált az Apple. Az Apple ilyen típusú termékeinek elnevezése sok esetben összetéveszthető, megtévesztő.

### G4 processzoros PowerBook számítógépek
A G4-es gépek első négy tagját Titánium, a többieket Alu(mínium) jelzővel szokás megkülönböztetni. A G4-esek idejében rendeződik az Apple addig nehezen áttekinthető hordozható gép portfóliója, tudásban és méretben is megkülönböztethető a belépő szinten jelentő 12 inches, a csúcs kategóriát jelentő 17 inces PowerBook, és a köztes ajánlat, a 15 inches gép.
Az egyes PowerBookok technikai ismertetését a róluk szóló szócikk tartalmazza. Ennek a szócikknek az alján is További információk sablon mutatja az Apple számítógépeit.

## PowerBook számítógépek az időben
| PowerBook és iBook számítógépek idővonalon |
| --- |
| A grafikon adatai utoljára 2023. december 19-én frissültek. A szín sötétebb változata az egymást követő gépek megkülönböztetését szolgálja. A színek kezdete a bemutató időpontja, a forgalmazás több esetben is hónapokkal később kezdődött. Megeshet, hogy egy csík végét kitakarja egy másik csík eleje. Előfordul, hogy a gyártás befejezését követően még egy ideig forgalomban marad a Mac adott verziója. Az adatok forrása a Jegyzetekben található. |